# Maarten Bouckaert
Maarten Bouckaert (1982) is een Belgische kok. Hij is sinds 2016 chef-kok van het restaurant Castor in Beveren-Leie bij Waregem.

## Biografie
Bouckaert deed ervaring op in Hostellerie St.-Nicolas in Elverdinge, The Fat Duck in Bray en De Karmeliet in Brugge. De langste tijd bracht hij evenwel door in de keuken van de Hof van Cleve van Peter Goossens, waar hij souschef werd.
Na zes jaar in die positie gewerkt te hebben, opende hij begin 2016 zijn eigen restaurant Castor, met zijn partner Stefanie Vandewalle als gastvrouw. GaultMillau benoemde hem in de gids voor 2017 als de Jonge topchef 2017 voor Vlaanderen en gaf aan Castor een 16/20. Bouckaert werd eind november 2016 ook door de Michelingids vermeld met een eerste Michelinster voor zijn restaurant Castor in de Michelingids 2017. In de gids Gault Millau 2021 steeg Castor naar 16,5/20 en beloonde de Guide Michelin 2021 Bouckaert met een tweede Michelinster. In 2022 kreeg hij de lokale eretitel ridder in de orde van Beverna Cum Laude (Beveren-Leie) en 17/20 in de gids GaultMillau. 